# Ефтим Георгиев
Ефтим Миленков Георгиев е български революционер, деец на Вътрешната македоно-одринска революционна организация и Вътрешната македонска революционна организация.

## Биография
Роден е в 1881 година в царевоселското село Костин дол, тогава в Османската империя. В 1907 година е привлечен във ВМОРО и служи като като презграничен и вътрешен куриер. По-късно става нелегален и като четник действа с четите на Мите Блатцалията и Гоге Копелето до Балканската война в 1912 година.
След установяването на новата сръбска власт продължава с въоръжената борба и от 1914 до намесета на България в Първата световна война в 1915 година е четник на Гоге Копелето. Участва в сражението със сърбите при село Драгобраща.
След Първата световна война, в 1919 година участва във възстановянето на ВМРО и е легален деец, куриер и селски войвода. През ноември 1922 година участва в убийството на предателя Григор Цанев. В 1926 година е заловен от югославските власти и осъден на 17 години и 3 месеца тъмничен затвор с железни окови. Лежи в затвора 13 години.
На 29 март 1943 година, като жител на Костин дол, подава молба за българска народна пенсия. Молбата е одобрена и пенсията е отпусната от Министерския съвет на Царство България.